# Eva Van Der Gucht
Pour les articles homonymes, voir Van der Gucht.
Eva Van Der Gucht, née le 1er septembre 1977 à Mortsel dans la province d'Anvers, est une actrice belge néerlandophone.

## Filmographie

### Cinéma
- 2000 : Everybody's Famous! : Marva Vereecken
- 2001 : AmnesiA (nl) : Esther
- 2001 : Mis (court métrage) : Tanja
- 2002 : Vlees (court métrage) : Katrien
- 2003 : Kees de jongen : la femme de chambre de madame Bogaerts
- 2004 : Snowfever : Eef
- 2005 : Bonkers (Knetter) de Martin Koolhoven : la mère de Koos
- 2006 : Beestjes (court métrage) : Maria
- 2007 : Sarah & Hij (court métrage) : Sarah
- 2010 : Dik Trom : Ma Trom
- 2011 : Bluf : Debby
- 2011 : Sur le chemin des dunes : Yvette
- 2011 : Hinterland (court métrage) : Daantje
- 2012 : You Will Find It (court métrage) : Cilia
- 2012 :  	Tot altijd : Sask
- 2012 : Cool Kids Don't Cry : mademoiselle Ina
- 2013 : Bobby and the Ghost Hunters : Bernadette
- 2014 : Loenatik, te gek! : Krentje Brood
- 2014 : Plan Bart : Eva
- 2014 : Zomer : tante Door
- 2015 : Jack bestelt een broertje : Lente
- 2015 : Hallo Bungalow : Trijntje

### Télévision
- 2002 : Ware liefde (série télévisée) : Eva
- 2003 : Najib en Julia (série télévisée) : Ellen
- 2003 : Baantjer (série télévisée) : Priscilla Smit
- 2005 : Staatsgevaarlijk (téléfilm) : Heleen
- 2005 : Bitches (série télévisée) : Petra
- 2005 : AlexFM (série télévisée) : Fatima
- 2004-2006 : Witse (série télévisée) : Bernadette Puype / Lena Ophalvens
- 2007 : HannaHannaH (téléfilm) : Daniëlle
- 2008 : Dag in dag uit (téléfilm) : Anous
- 2009 : Aspe (série télévisée) : mademoiselle Matthys
- 2009 : Taartman (téléfilm) : Carmen
- 2009 : Dol (série télévisée) : Janet Jackson (voix)
- 2010 : Oud België (série télévisée) : Alice
- 2010 : Annie MG (mini-série) : l'infirmière des soins à domicile
- 2008-2010 : S1ngle (série télévisée) : Nienke
- 2010 : De vloer op (série télévisée)
- 2011 : Walhalla (série télévisée) : Robin Hengeveld
- 2011 : Code 37 (série télévisée) : la fille de Charles
- 2011 : Hoe overleef ik? (série télévisée) : mère Esther
- 2012 : Het sinterklaasjournaal (série télévisée) : la femme qui va aller skier
- 2013 : Dokter Tinus (série télévisée) : Erika Kuiten
- 2013 : Connie & Clyde (série télévisée) : Connie Coninx
- 2014 : T.I.M. (téléfilm) : Karin
- 2014 : Vermist (série télévisée)
- 2014 : Marsman (série télévisée) : Shirley
- 2015 : Meiden van de Herengracht (série télévisée) : Ellen Bolting
- 2016 : Den Elfde van den Elfde (série télévisée) : Yvonne Van Lint-Geunings